# Захист від дурня

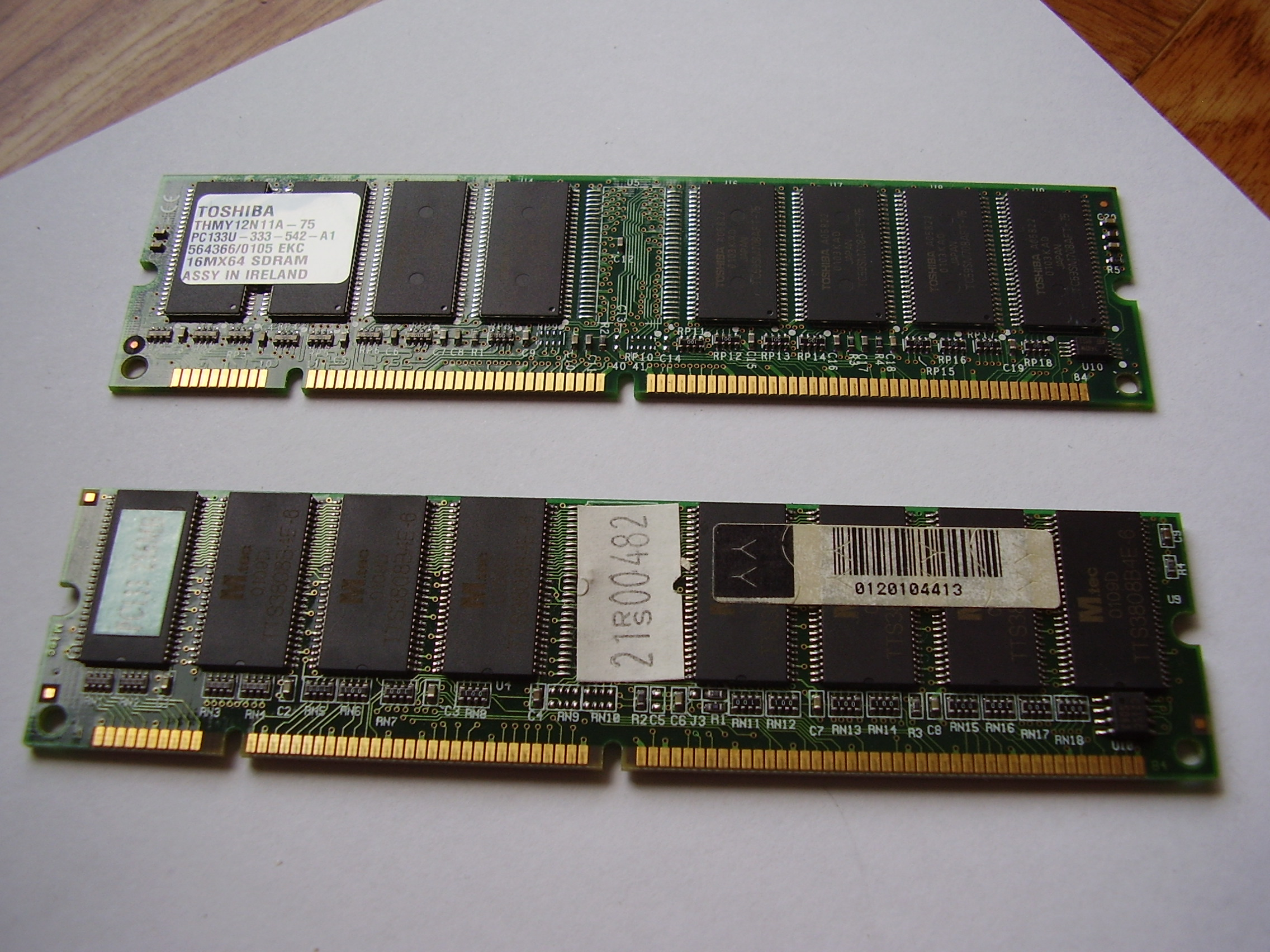
Захист від дурня: розташовані на різних відстанях виїмки в роз'ємах модулів DIMM відповідають виступам у слотах материнської плати, що фізично не дає можливості вставити в слот модуль невідповідного типу.

За́хист від ду́рня (англ. Poka-yoke яп. ポカヨケ) — захист техніки та/або програмного забезпечення від не правильних дій людей, як при користуванні, так і при технічному обслуговуванні або виготовленні. Poka-yoke — це один з методів ощадливого виробництва, завдяки якому дефекти просто не можуть з'явитися.

## Приклади

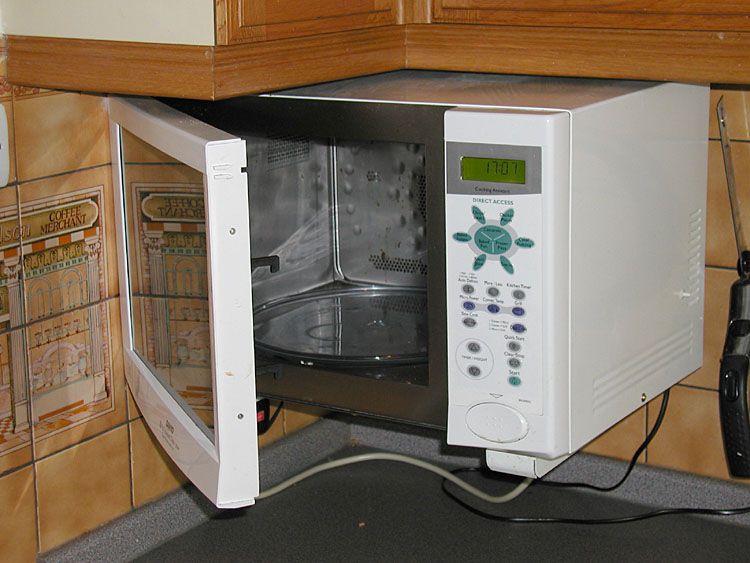
Захист від дурня: Мікрохвильова піч.

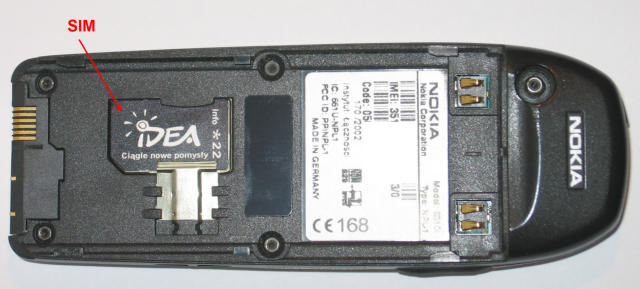
Захист від дурня: SIM-карта в мобільному телефоні

- Контроль даних, що вводяться користувачем, на відповідність допустимому типу, діапазону значень, загальною довжиною тощо для даної операції, а також припинення спроб порушити його роботу шляхом введення свідомо невірної інформації;
- Форма штекера та гнізда кабелю не дає з'єднати їх неправильно;
- Мікрохвильові печі: У випадку відкриття дверей печі вимикач автоматично відключає кнопку активації. У результаті неможливо що-небудь готувати в мікрохвильовій печі, якщо двері не повністю закрито. Якби можна було активувати піч з відкритою дверцятами, вона могла б спричинити небезпечний витік високої інтенсивності НВЧ-випромінювання.
- Деталі збірних агрегатів (наприклад, кухонних комбайнів) проектуються таким чином, що не допускається випадкова неправильне збирання (встановлення їх не тією стороною, не в тій послідовності тощо);
- SIM (Subscriber Identity Module) карти: SIM карти, що використовуються в стільникових телефонах, мають лівий обрізаний по діагоналі верхній кут, що забезпечує встановлення карти правильно на місце;
- Електроніка автомобіля при запуску двигуна перевіряє положення важеля перемикання швидкостей.

## Термінологія
У багатьох мовах захист від дурня називається запозиченим японським виразом пока-йоке (ポカヨケ) — «захист від помилки». Вживається також співзвучний вираз бака-йоке (馬鹿 ヨケ) — «захист від дурня». Так, в англійській мові вживається запозичений іменник пока-йоке (poka-yoke) або еквівалентний англійський вираз mistake-proofing (букв. «захист від помилки»), але прикметник foolproof (букв. «захищений від дурня»).